# Galena, Missouri
Galena är administrativ huvudort i Stone County i Missouri. Orten hette ursprungligen Jamestown.